# Dècan

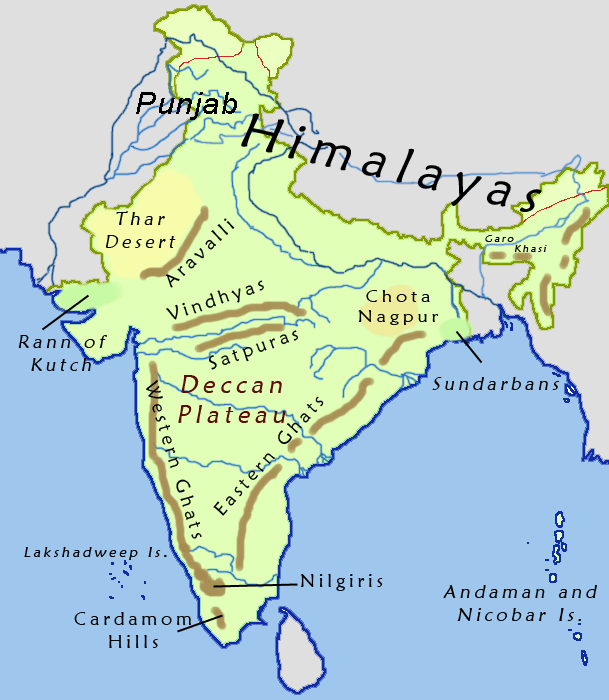
Altiplà del Dècan

El Dècan és un altiplà disseccionat que ocupa la major part de la zona central i meridional del subcontinent indi. El nom deriva del sànscrit dakshina que vol dir meridional. En el sentit més ample inclou tot el sud de l'Índia al sud del riu Narmada o de les muntanyes Vindhya, però en el sentit més restringit està concretat al territori entre el riu Narmada i el Krishna o sigui bàsicament el territori de llengua marathi.

## Situació
Està situat al sud de la plana indogangètica, limitat a l'oest pel Ghats Occidentals, els Ghats Orientals a l'est, els Nilgiris al sud i les cadenes de Satpura i de Vindhya al nord. L'altitud més baixa de l'altiplà és d'uns 500 m. És compost de terrenys antics, basalts, trapp i gres. Està drenat per tres grans rius amb els seus afluents, el Godavari al nord, el Krishna al centre i el Kaveri al sud. Tanmateix, en regla general, els cursos d'aigua, encaixats, no irriguen la terra de manera satisfactòria.
L'altiplà cobreix parts de diversos Estats de l'Índia: Maharashtra al nord, Chhattisgarh cap al nord-est, Andhra Pradesh a l'est, Karnataka a l'oest, i la seva part la més meridional s'estén fins a Tamil Nadu. La ciutat més destacada és Hyderabad, la capital de l'Andhra Pradesh. Entre les altres ciutats importants, es compten Bangalore, la capital del Karnataka, així com Nagpur, Poona i Sholapur al Maharashtra.
La principal producció agrícola del Dècan és el cotó, cultivat en terres negres d'origen balsàmic. S'hi cultiven també llavors oleaginoses, canya de sucre i arròs.

## Història

### Prehistòria i edat antiga
El Dècan és una resta del vell continent de Gondwana que connectava Índia i Àfrica. Estava habitada en temps prehistòris pels dravídics. Els aris hi van arribar amb Asoka (vers 272-231 aC) que va dominar tot el Berar i el nord-oest i est del que després fou el principat d'Hyderabad; entre les conquestes d'Asoka figuren els pitenikes, amb capital a Paithan, a l'alt Godavari.
De la seva història general abans del segle xiii els coneixements són limitats. Dinasties destacades foren els coles, andhres o satavahanes, chalukyes, rashtrakutes, i yadaves. L'autor grec del Periplus anomena la zona al segle iii com a Dachina Bades, deformació de Dakshinapata; el peregrí xinès Fa Hian al segle v l'anomena Ta Thsin.
Després d'Aixoka van seguir els andhres (a partir de vers el 220 aC) que es van estendre fins al delta del Kistna i van continuar l'expansió fins que al segle I es van trobar amb els sakes, pallaves i yavanes de Malwa, Gujarat i Kathiawar. El rei Pulumayi II (vers 138) que es va casar amb una filla de Rudradaman, dels Ksatrapes Occidentals, és esmentat per Claudi Ptolemeu; fou derrotat pel seu sogre i va perdre una part dels seus dominis. La dinastia andhra es va acabar un segle després sense que se sapiguen les raons de l'enfonsament, però segurament els pallaves hi van tenir alguna cosa a veure i van dominar part dels seus dominis.

### Edat mitjana
Després van seguir els Chalukyes que van iniciar el seu poder a la meitat del segle VI que van fundar un regne amb capital a Kalyani. Pulikesin II (608-42) va governar tota l'Índia al sud del riu Narbada i va entrar en contacte amb Harsha o Harshavardhana de Kanauj. Després d'un període de supremacia, van entrar en guerra amb els pallaves però van conservar bona part dels seus dominis fins a la meitat del segle viii quan foren desplaçats pels rashtrakutes de Malkhed; vers el 973 els Chalukya foren restaurats i per uns 200 anys van mantenir la seva posició tot i les guerres contra els coles i els hoysales de Dorasamudra. Els Chalukya van caure vers el 1189 davant hoysales i yadaves, i aquestos darrers es van establir a Deogiri o Devagiri (futura Daulatabad).
La història ben coneguda comença amb les invasions musulmanes a partir del 1294. El sultà de Delhi, Ala al-Din Muhammad Shah I Khalji (1296-1316) va assolar Maharashtra, Telingana i Karnataka. El sobirà yadava es va haver de sotmetre (1294); dos anys després Ala al-Din assassinava al seu oncle i pujava al tron. El 1303 va enviar una expedició contra els kakatyes de Warangal (establerts a la meitat del segle XII); l'expedició no va reeixir i en va enviar una segona dirigida per Malik Kafur (Malik Naib) el 1309 que va sotmetre al raja que es va comprometre a pagar tribut. El 1210 Kafur fou enviat contra el Ballala Raja de Dorasamudra (moderna Janebid a Mysore) que fou fet presoner i va perdre la seva capital, amb un botí de 600 elefants, 96000 peces d'or, joies i perles, i 20000 cavalls. El 1218 el sobirà de Deogiri es va revoltar però fou capturat i executat sent el darrer de la dinastia yadava que havia governat 130 anys. Ulugh Khan, després sultà Muhammad ibn Tughluk, va fer una darrera campanya contra Warangal i finalment va derrotar els kakatyes el 1321, després d'una llarga lluita; quan va pujar al tron el 1325 els musulmans dominaven gairebé tot el Dècan; els rages de Telingana pagaven tribut. Deogiri fou rebatejada Daulatabad i convertida en capital del sultanat. El domini del Dècan era complet el 1338 sota Muhammad Shah II Tughluk (1325-1351)
Uns anys després els amirs turcs governants del Dècan es van revoltar i es va acabar instal·lant la dinastia bahmànida (1347) que va tenir capital a Gulbarga. El primer sultà Ala al-Din Bahmam Shah es va estendre cap a Berar al nord, fins a la riba esquerra del Tunghabhadra al sud, i de Dabal a l'oest fins a Telingana a l'est cap a Golconda. Va fer la guerra amb Vijayanagar el 1347 i 1349. Muhammad Shah que va succeir al seu pare el 1358 va fer la guerra amb Vijayanagar (1365-1366) i Warangal (1371) i va adquirir un gran botí; es diu que uns 500000 hindús foren morts durant el seu regnat. Les fronteres es van estendre per Telingana el 1373; va morir el 1375 i el va succeir el seu fill Mujahid Shah, que fou assassinat al cap de tres anys pel seu oncle Daud o Dawud Khan, que el va succeir (1378) però el mateix any fou assassinat i Muhammad, net del fundador de la dinastia, fou proclamat sultà, governant de manera pacífica fins a la seva mort el 1397. El va succeir el seu fill Ghiyath al-Din, que només va regnar dos mesos sent deposat i cegat per l'esclau malcontent Lalchin, que va proclamar sultà al seu germà Shams al-Din. Però Firuz Khan i Ahmad Khan, nets de Bahman Shah, que estaven casats respectivament amb dues germanes de Ghiyath al-Din, es van revoltar i forçant el pas fins a palau van fer presoners a Shams al-Din i Lalchin després de cinc mesos de govern. Firuz fou proclamat sultà (1397) i Shams al-Din fou cegat i Lalchin executat. Firuz fou proclamat sultà amb títol de Tadj al-Din. El 1398 el raja de Vijayanagar va envair el Raichur Doab, i Firuz va iniciar la guerra contra aquest raja al que va derrotar, saquejant una part dels seus territoris. El 1404 el raja va avançar cap a Mugdal i es va reprendre la guerra però altre cop Vijayanagar fou derrotat i va haver de demanar la pau (1406) que li fou concedida a canvi de donar la seva filla en matrimoni al sultà i pagar un tribut en elefants, joies i diners; el fort de Bankapur fou cedit als bahmànides com a dot. El 1417 el sultà va atacar la fortalesa de Pangal a Telingana i els rages de Vijayanagar i Warangal, entre d'altres, van córrer en ajut dels assetjats; les forces bbahmànides foren delmades per una pesta però tot i així va presentar batalla als atacants, sent no obstant derrotat i els musulmans massacrats, i Firuz perseguit fins als seus dominis que en part foren saquejats (1420). El sultà es va posar malalt i va abdicar finalment el 1422 en favor del seu germà Ahmad Shah.
Ahmad va avançar cap al riu Tungabhadra i va derrotar el raja de Vijayanagar (1422); es va signar la pau per la qual el raja va haver de pagar el tribut enderrarit; el mateix any 1422 Ahmad va saquejar Warangal i el 1424 Warangal fou ocupada i s'hi va establir un governador bahmànida. El 1428 van lliurar una guerra victoriosa contra Hushang Shah de Malwa per Kherla, seguida el 1430/1431 d'una guerra (en aliança amb Jhalawar) contra Gujarat que va acabar en fracàs. El 1430 va fundar Bidar on va morir el 1436. El va succeir el seu fill Ala al-Din Ahmad II (1436-1458) que altra vegada va fer la guerra contra Vijayanagar, però aquesta vegada fou derrotat (1443). Ala al-Din fou succeït el 1458 pel seu fill Humayun conegut com "el Cruel"; poc després de pujar al tron va marxar cap a Nalgonda per sufocar una revolta que havia esclatat a les províncies de Telingana; però mentre era allí es va assabentar d'una revolta a Bidar i va deixar la direcció de la campanya al seu ministre, retornant a Bidar on va fer matar milers de persones innocents; els caps hindús locals de la regió de Warangal tenien l'ajut d'Orissa, i el general d'aquest regne, Hamvira, va ocupar Warangal el 1460.

### Edat moderna i contemporània

#### seglexv
Les crueltats del sultà bahmànida es van acabar només amb la seva mort el 1461, pujant al tron el seu fill gran Nizam al-Din Ahmad III (1461-1463). El 1461/1462 Mahmud Khaldji de Malwa i el seu aliat gudjapati radja d'Orissa, Kapilendra, es van aliar i van poder ocupar Bidar i els bahmànides es van salvar només per la intervenció de Mahmud Shah Begada de Gujarat. Mort Ahmad III el va succeir el seu germà Shams al-Din Muhammad III que va governar del 1463 al 1482. En una guerra el 1468 per la possessió de Mahur i Ellichpur, els bahmànides van ocupar temporalment Kherla, però finalment el tractat de pau va restablir els límits anteriors a la guerra entre Malwa i els bahmànides. A l'oest els bahmànides dominaven Dabul i Chowl però no podien controlar la regió costanera a l'oest dels Ghats i no podien impedir les incursions dels reis de Khelna i de Sangameshwar fins que els bahmànides, en temps del wazir Mahmud Gawan, van poder ocupar Sangameshwar i Goa el 1471 i 1472. Aquest regnat és famós pel govern i execució de Mahmud Gawan. El sultanat va arribar a les aigües de la badia de Bengala el 1472 però Orissa es va imposar. Conflictes interns a Orissa van permetre als bahmànides reprendre la guerra (1477/1478 i 1480) per estendre el seu domini cap al golf de Bengala, domini que van aconseguir temporalment. Telangana fou dividida en dos províncies amb capitals a Warangal i Rajahmundry. El 1481 va fer una darrera guerra amb Vijayanagar; la disputada regió del Doab va quedar com a terra de ningú entre els dos estats (fins que Krishnal Deva Raya de Vijayanagar la va incorporar definitivament el 1509). El sultà va morir el 1482 i el va succeir el seu fill Mahmud Shah, dedicat als plaers i la disbauxa; va començar la descomposició de l'estat i es van formar cinc sultanats rivals: Sultanat de Bijapur, Sultanat d'Ahmednagar, Sultanat de Golconda, Sultanat de Bidar i Sultanat de Berar.

#### seglexviixvii
Kasim Barid va esdevenir el ministre principal del sultà i el va induir a fer la guerra contra Yusuf Adil Khan, que governava a Bijapur com a sultà independent; però les forces bahmànides foren derrotades i el sultà va haver de retornar a Bidar. Kasim va morir el 1504 i el seu fill Amir Barid va esdevenir ministre i de fet tenia tot el poder a les seves mans (Vegeu Baridshàhides). Mort Yusuf Khan el 1510, Amir va intentar altre cop dominar Bijapur. Mahmud Shah va morir el 1518 i el va succeir el seu fill Ahmad Shah IV, sense cap poder, i morí al cap de poc (1520); el seu fill Ala al-Din fou assassinat per Amir Barid que va posar al tron a Wali Allah Shah (1520-1523) i després a Kalim Allah Shah (1523-1526); finalment el segon fou exiliat a Ahmadnagar on va morir un temps després (va reclamar el tron fins a la seva mort vers el 1537). Fou el darrer representant de la dinastia que havia governat més de 180 anys.
Amir Barid va assolir el poder total (peo no el títol) i després de constants guerres amb Bijapur i Berar va morir a Daulatabad (1538), i el va succeir el seu fill Ali Barid, que va agafar el títol de xa. El 1565 amb els altres sultans del Dècan va atacar al raja de Vijayanagar i el va derrotar decisivament a la batalla de Talikota. Ali Barid va morir el 1579, i el va succeir el seu fill Ibrahim (1579 - 1587) i després el germà d'aquest Kasim Barid II (1587 - 1591), el seu fill, Ali Barid II (1591) i un parent llunyà Amir Barid II (1591 - 1600) seguit per un altre parent de nom Ali Barid III (1600 - 1619) sota el qual el sultanat fou annexionat a Bijapur.
A Golconda s'havia establert la dinastia Kutubshàhida per Kutb al-Mulk Sultan Kuli, un noble turc que governava la província (vers 1512). La dinastia va governar fins al 1687 i va fer diverses guerres contra Vijayanagar i els rages de Kammamett estenent el seu domini al nord fins a la riba del Godavari. Va derrotar a Bijapur prop de Koilkonda, i més tard va arrabassar Medak, Kaulas, i altres fortaleses als baridshàhides de Bidar. Fou assassinat el 1543 quan tenia 90 anys, mentre pregava a una mesquita a Golkonda (ciutat), per instigació del seu fill Jamshed Kuli, haven regnat 16 anys com a virrei i 31 com a sultà. El seu fill Jamshed Kuli el va succeir (1543), i després Subhan Kuli (1550), i Ibrahim Kuli (1550). Aquest darrer es va aliar a Ahmadnagar contra Bijapur (que estava aliat a Vijayanagar). El 1564 fou el que va proposar l'aliança contra el raja de Vijayanagar que va acabar amb la gran victòria de Talikota el 1565. Va morir el 1581, i el va succeir el seu fill Muhammad Kuli. El 1603 va rebre una ambaixada del xa de Pèrsia Abbas I el Gran. El 1612 va morir i el va succeir el seu nebot i gendre Muhammad II, que va morir el 1626, i el tron va passar al seu fill Abd Allah.
Els mogols van envair el Dècan i els sultans es van aliar per resistir; però després de derrotar els invasors van tornar a les lluites entre ells, permetent a les tropes mogols de dominar el Dècan progressivament. El príncep Shah Jahan després de revltar-se contra el seu pare, va fugir a Burhanpur i fou acollit per Abd Allah. El 1635 Shah Jahan, esdevingut emperador, va enviar un firman a Golconda que fou ben rebut i la khutba es va fer en nom de l'emperador, i també es van encunyar monedes amb el seu nom. El 1655 Mir Jumla, ministre del sultà, va demanar ajut a Aurangzeb contra el seu senyor i això va donar excusa a l'emperador per envair el país, que fou saquejat. Abd Allah va demanar la pau i va pagar el tribut que tenia enderrarit. Va morir el 1674 i el va succeir el seu nebot Abul Hasan, conegut també com a Tana Shah. Després de la caiguda de Bijapur el 1686, Aurangzeb va dirigir la seva atenció a Golconda que fou conquerida a l'any següent. Tana Shah fou fet presoner i enviat a Bidar i després a Daulatabad on va morir el 1704, acabant així la dinastia. Vegeu Golconda i Kutubshàhides.

#### seglexviiiixix
El 1706 els marathes van obtenir el dret de recaptar tributs als sud de l'Índia. El 1724 el virrei del Dècan, Asaf Jah I, es va fer independent i va esdevenir aviat el nizam d'Hyderabad. Alguns sobirans musulmans menors van restar a parts del Dècan, generalment sota sobirania del peshwa maratha o del nizam. Mysore va passar el 1761 al musulmà Haidar Ali que es va apoderar del tron; alguns estats hindús com Travancore i altres menors van conservar la independència. S'havien fet establiments de diverses potències europees principalment Portugal, Holanda, França i Gran Bretanya. Les diverses lluites successòries o pel poder van tenir suport de francesos o britànics i aquestos van acabar establint la seva hegemonia el 1761, que es va confirmar amb la mort de Tipu Sultan (1799), fill i successor d'Haidar Ali a Mysore, i l'entrada del nizam a l'aliança britànica, i després amb l'enderrocament del poder maratha (1803 del peshwa de Poona, de Nagpur el 1818 (annexionat finalment el 1854), i la virtual desaparició d'altres com el nawab del Carnàtic. Vegeu: Principat d'Hyderabad.